# Кројач
Кројач је врста занатлије који шије и кроји одећу. Он шије одећу према поруџбини од различитог материјала.
Овај занат је међу најстаријима у региону. Овде се јавља у Војводини у 19. веку када су кројачи почели да шију моделе одеће познате у иностранству. Тада је одећа која је била доступна само богатом слоју становништва постала доступна и другим грађанима. Настанком шиваћих машина у 19. веку дошло је до револуције у производњи одеће, а стварањем савремених машина производе се јефтинији производи него они створени кројачким услугама.

## Производња
Кројач прави одећу у затвореној просторији, у свом простору или радионици. Његов посао је напоран и захтева седење и стајање. Алати који користи су машина за шивење, игла, кројачки метар, креде. Мора да буде спретан, доброг вида и креативан како би најбоље одговорио захтевима клијената. Производи се кроје по наруџбини и по мери.

## Школовање
Школовање за овај занат траје обично три године, а школовање подразумева теоријски и практични део. И данас постоје школе за ово занимање али је заинтересованост мала, а занат је у изумирању.